# Jehuda Razgour
Jehuda (Yehuda) Razgour, właśc. Idel Rosenblum (ur. 1909 lub 12 grudnia 1914 w Lublinie, zm. 25 kwietnia lub 2 maja 1979 w Paryżu) – francuski malarz, rysownik, grafik i pisarz pochodzenia żydowskiego.

## Życiorys
Urodził się w religijnej rodzinie chasydzkiej, jego przodkiem był Menachem Mendel Morgenstern. Od najmłodszych lat jego pasją było rysowanie. W 1932 roku wyjechał do Palestyny, gdzie podjął pracę jako wiertnik. W 1933 roku udał się do Francji. W 1947 roku zorganizował w Tel Awiwie swoją pierwszą wystawę, w tym samym roku podjął studia na paryskiej École des beaux-arts, które ukończył w 1951 roku. Uczęszczał również do prywatnej akademii Andrée Lhote'a i pobierał nauki u Fernanda Légera. W 1948 roku jako ochotnik brał udział w I wojnie izraelsko-arabskiej.
Od 1950 roku wystawiał swoje prace na wystawach we Francji, m.in. podczas Salonów Jesiennych, Salonów Niezależnych oraz wystawach morskich w Musée national de la Marine. W marcu 1958 roku przebywał w Polsce, zorganizowano wówczas wystawę jego prac w Muzeum Lubelskim. W tym samym roku przebywał w Polsce od sierpnia do października, pobyt ten zaowocował powstaniem wielu pejzaży Kazimierza Dolnego i Lublina. Od listopada 1958 roku przebywał w Izraelu, mieszkał wówczas w Hajfie. W Izraelu zorganizowano także trzy wystawy indywidualne: w Jerozolimie, Tel Awiwie i Hajfie. W październiku 1959 roku powrócił do Francji.
Na przełomie 1960 i 1961 roku intensywnie pracował, odbył podróże do Kazimierza Dolnego, Neapolu i Saint-Étienne-du-Grès. W sierpniu 1961 roku Centralne Biuro Wystaw Artystycznych zorganizowało dla niego wystawę indywidualną w Lublinie. W maju 1963 roku zorganizowano wystawę jego twórczości w galerii prowadzonej przez Michela Dauberville′a. W latach 1962–1964 odbywał kolejne podróże, m.in. do Polski, Florencji i Brukseli. W latach 1965–1967 stał się znanym twórcą paryskiego środowiska artystycznego, wytworzył także indywidualny, charakterystyczny styl. W 1973 roku wziął udział w I Międzynarodowym Plenerze Malarskim w Kazimierzu Dolnym. Swoje prace wystawiał także w innych galeriach we Francji i Izraelu.
Przyjaźnił się m.in. z Zenonem Kononowiczem, Edwardem Nadulskim, Władysławem Filipiakiem, Wiktorem Ziółkowskim i Konradem Bielskim. Pod koniec życia ciężko chorował. Zmarł w 1979 roku w Paryżu. Miał dwóch synów, wysokich oficerów w wojsku izraelskim.

## Twórczość
Tworzył w różnych technikach malarskich, najczęściej jednak malarstwo olejne. Był również rysownikiem i grafikiem. Tematyka jego prac obejmuje pejzaże (zazwyczaj, portrety, akty, martwą naturę oraz kompozycje figuralne. Sam twierdził, że jego sztuka oscyluje między malarstwem abstrakcyjnym a figuratywnym. Zaliczany jest do École de Paris. 
Jego prace znajdują się m.in. w Muzeum Narodowym w Lublinie, Muzeum Nadwiślańskim w Kazimierzu Dolnym oraz Muzeum Narodowym w Warszawie. 